# Tell Me (White Lion)
Tell Me è una canzone del gruppo musicale statunitense White Lion, pubblicata come secondo singolo estratto dall'album Pride del 1987. Ha raggiunto la posizione numero 25 della Mainstream Rock Songs e la numero 58 della Billboard Hot 100 negli Stati Uniti.

## Tracce
1. Tell Me – 4:29
2. All Join Our Hands – 4:11

## Formazione
- Mike Tramp – voce
- Vito Bratta – chitarre
- James Lomenzo – basso
- Greg D'Angelo – batteria

## Classifiche
| Classifica (1988)             | Posizione massima |
| ----------------------------- | ----------------- |
| Stati Uniti                   | 58                |
| Stati Uniti (mainstream rock) | 25                |